# Jan Krajczyński
Jan Krajczyński (ur. 24 listopada 1963 w Ciechanowie) – polski prawnik, specjalista prawa kanonicznego i prawa wyznaniowego, duchowny rzymskokatolicki, profesor nadzwyczajny Uniwersytetu Kardynała Stefana Wyszyńskiego (UKSW).

## Wykształcenie i kariera naukowa
W 1999 na podstawie napisanej pod kierunkiem Wojciecha Góralskiego rozprawy pt. Wykluczenie nierozerwalności małżeństwa w świetle orzecznictwa Roty Rzymskiej w latach 1983-1994 uzyskał w 1999 na Wydziale Prawa Kanonicznego Akademii Teologii Katolickiej w Warszawie stopień naukowy doktora nauk prawnych w zakresie prawa kanonicznego. Otrzymał stopień doktora habilitowanego w 2008. Objął stanowisko kierownika Katedry Prawa o Posłudze Nauczania na Wydziale Prawa Kanonicznego UKSW.
Od 2012 pełni funkcję redaktora naczelnego czasopisma Przegląd Prawa Wyznaniowego i sekretarzem redakcji czasopisma Ius Matrimoniale.

## Posługa kościelna
Święcenia kapłańskie przyjął11 czerwca 1988. Posiada godność prałata, od 2023 roku jest prepozytem Kapituły Kolegiackiej św. Michała w Płocku, sekretarzem 43. Synodu Diecezji Płockiej i cenzorem kościelnym. Pełni także funkcję wiceoficjała Sądu Biskupiego w Płocku.

## Członkostwo w towarzystwach naukowych
Członek Polskiego Towarzystwo Prawa Wyznaniowego.

## Główne publikacje
- Wychowanie dzieci i młodzieży w świetle posoborowych dokumentów Stolicy Apostolskiej i Konferencji Episkopatu Polski. Studium kanoniczno-pastoralne, Płock 2002.
- Prawo rodziny do opieki duszpasterskiej, Płock 2007[3].